# Gemelli nel segno del destino
Gemelli nel segno del destino (Les Jumeaux du Bout du Monde) è una serie televisiva animata francese del 1991, creata dallo scrittore Jean Chalopin e prodotta da AB Production e C&D. In Francia, la serie fu trasmessa dall'emittente TF1; in Italia arrivò nell'autunno del 1992, mandata in onda su Canale 5 all'interno del programma per ragazzi Bim Bum Bam, e fu replicata varie volte (almeno quattro messe in onda) fino al 1999.
La serie, composta da 52 episodi, racconta le vicende di due ragazzi, Marco e Marika (nella versione originale Jules e Julie), che, viaggiando tra Europa e Asia, tentano di sconfiggere l'Imperatrice Vedova cinese per liberare i loro padri, trasformati da lei in statue a causa di una maledizione. Non è del tutto chiaro se l'imperatrice a cui si riferisce la serie sia Cixi o un'altra figura storica, ma considerando l'epoca in cui è ambientato il cartone animato, i chiari riferimenti alla Città Proibita, il potere assoluto dell'imperatrice e lo stereotipo della sua crudeltà, è verosimile, se non addirittura evidente, che si tratti di Cixi.
La sigla italiana è scritta da Alessandra Valeri Manera e Carmelo Carucci, ed è interpretata da Cristina D'Avena con la partecipazione del Coro dei Piccoli Cantori di Milano.

## Trama
La storia ha inizio a Shanghai, in Cina, nel 1895. Due bambini, Marco (di origini cinesi) e Marika (di origini inglesi), nascono lo stesso giorno e alla stessa ora. Questo evento segna la realizzazione della prima parte di un'antica profezia formulata da Laozi, che predice la nascita di due bambini provenienti da genitori diversi, le cui madri muoiono dopo averli messi al mondo. Secondo la profezia, questi "gemelli del destino" porranno fine alla tirannia dell'imperatrice cinese. Inoltre, la profezia narra che, una volta compiuta la loro missione, i gemelli dovranno collocare due tavolette di pietra nel Tempio dell'Armonia Celeste, all'interno della Città Proibita, per fare tramontare definitivamente l'impero.
L'imperatrice viene informata della profezia dal suo astrologo e, temendo il suo compimento, ordina a un gruppo di eunuchi, capitanati dal crudele Po Dung, di uccidere tutti i bambini appena nati. Nonostante i loro padri vengano catturati, Shao, il medico che ha assistito alla nascita dei gemelli e membro della "Società della Libertà" (un'organizzazione che si oppone all'imperatrice), salva Marco e Marika e li spedisce in Francia su una nave grazie all'aiuto del capitano Torneay e di Martin, un suo ufficiale di bordo. Quando l'imperatrice scopre il tradimento, ordina al mago di corte Ho Cheng di pietrificare i padri dei due bambini.
Scoperto che i gemelli sono sopravvissuti, l'imperatrice incarica il pirata Kung Lee di eliminarli. Il suo tentativo fallisce, nonostante riesca a impadronirsi della nave che stava trasportando Marco e Marika verso l'Europa.
Dopo dodici anni, i gemelli vivono in Francia con il capitano Torneay e frequentano la scuola. A scuola, Marco viene preso in giro per le sue origini cinesi. In questa fase della loro vita, i gemelli scoprono di possedere un potere soprannaturale che si attiva quando si tengono per mano. Iniziano a sperimentare con questo potere e riescono a utilizzare la telecinesi in modo limitato. Poco dopo, un ambasciatore cinese viene a sapere della loro presenza in Francia, dopo averli incontrati in un teatro, e avvisa l'imperatrice. I gemelli sono costretti a fuggire con l'aiuto del loro giardiniere Ho Quan, altro membro della Società della Libertà. Nel frattempo, il capitano Torneay muore a causa di un infarto. Da quel momento, sarà Martin a prendersi cura dei gemelli.
Shao, che è diventato il capo della Società della Libertà, entra in contatto con i gemelli e li informa dei loro poteri e della loro missione: viaggiare fino a Pechino e restituire le tavolette di pietra alla Città Proibita. I gemelli iniziano il loro viaggio verso l'Europa, riuscendo a sfuggire agli uomini dell'Impero, capitanati dal crudele Po Dung, che cercano incessantemente di catturarli.
Durante il loro viaggio, Marco e Marika sono costretti ad aiutarsi a vicenda per superare i numerosi ostacoli che incontrano. Dopo essere stati separati da Martin, continuano il loro percorso, con i loro poteri che si sviluppano lentamente nel tempo.
Il loro obiettivo è raggiungere Marsiglia per prendere un traghetto che li porterà in Cina, e durante il cammino incontrano il Quasi-Grande Sabatier, un mago itinerante che, grazie ai suoi trucchi di magia, aiuta i gemelli a sfuggire più volte agli eunuchi. Il Grande Sabatier li lascia temporaneamente, ma ricompare più avanti nella serie, prima in Medio Oriente e, infine, nell'ultimo episodio.
Dopo essere stati imprigionati e costretti a lavorare per vari giorni in un laboratorio tessile, Marco e Marika reincontrano Martin e la sua innamorata Paulette (una giovane donna che inizialmente aveva ingannato Martin, ma che, pentita delle sue azioni, in seguito si allea con lui e si innamora di lui). La loro storia d'amore è sviluppata in una piccola sottotrama.
I gemelli, imbarcati su un bastimento diretto verso il continente asiatico, fanno naufragio. Svegliatisi su un'isola deserta e separati dagli altri passeggeri, incontrano Giovanne, un essere apparentemente sovrannaturale, che spiega loro l'importanza della loro missione e li aiuta a sviluppare completamente i loro poteri, per un totale di sette facoltà.
Alla fine della serie, i gemelli si riuniscono con Martin e gli altri e riescono a raggiungere i Cancelli della Città Proibita, penetrandovi attraverso le fogne. Usando il terzo dei Sette Poteri, rompono il soffitto, evitando così di soffocare e creando al contempo una via di fuga. Una volta giunti nel Tempio dell'Armonia Celeste, riescono quasi a sostituire le tavolette, ma vengono fermati da Po Dung, costringendoli a fuggire. L'eunuco, ormai consapevole dei loro poteri, fa murare l'ingresso del tempio.
Utilizzando un piano che prevede l'uso di fuochi artificiali e di una mongolfiera, i due gemelli riescono a entrare nel tempio. Marco pone le tavolette sull'altare, legge le iscrizioni cinesi e, grazie a un potere magico che si manifesta come lo spirito del profeta, libera i loro padri, precedentemente imprigionati in una pietra lì vicino.
La Società della Libertà lancia un attacco contro la città, costringendo l'imperatrice a fuggire verso il Palazzo dell'Estate. Po Dung e gli altri eunuchi, entrati nel tempio, iniziano a lanciare il loro assalto. Sfortunatamente per Marco e Marika, i loro poteri cominciano a svanire, suggerendo un possibile legame dei Sette Poteri con la Profezia. Shao spiega che, ora che la Profezia si è avverata, i loro poteri non sono più necessari. Tuttavia, i gemelli riescono a evocare il Quarto dei Sette Poteri in un ultimo tentativo di telecinesi e, grazie alla loro intelligenza e a una strategia ben pianificata, riescono a sconfiggere Po Dung e gli altri eunuchi.
Giovanne fa un'apparizione finale, congratulandosi con i gemelli per il loro successo. Rivela anche che lui e il famoso "Quasi-Grande Sabatier" sono la stessa persona, ovvero uno spirito il cui scopo era quello di aiutare i gemelli a compiere la Profezia. Inoltre, spiega che li ha sorvegliati costantemente, in un modo o nell'altro, e che era apparso ogni volta che i gemelli erano in difficoltà. Marco e Marika, desiderosi che il loro grande amico Sabatier rimanesse con loro per sempre, scoprono che ciò non è possibile. Così, il loro amico li saluta per l'ultima volta, augurando loro buona fortuna e lasciando intendere che, forse, un giorno si sarebbero rivisti.
Alla fine, Marco e Marika guardano la luna, salutando per sempre Giovanne, il Quasi-Grande Sabatier e tutti gli altri personaggi interpretati da Giovanne. I ribelli, ora divenuti i capi della Città Proibita, annunciano che la Cina è finalmente libera. Marika si prepara a tornare in Inghilterra con suo padre. Tuttavia, Marco e Marika sono preoccupati all'idea di separarsi, poiché si rendono conto di essersi innamorati l'uno dell'altra. Fuggono insieme verso la luce della luna, pronti a intraprendere nuove avventure e a far crescere il loro amore.

## Poteri e abilità
I poteri dei gemelli vengono spiegati nell'episodio 31 - Nel Mare In Tempesta da Giovanne:
- 1° Potere - Illusione: i gemelli possono creare illusioni temporanee, che utilizzano per disorientare gli aggressori.
- 2° Potere - Protezione (potere del muro): un scudo protettivo che i gemelli attivano quando si stringono le mani, utilizzato sia per proteggersi che come arma.
- 3° Potere - Esplosione: i gemelli sono in grado di far esplodere oggetti nelle loro vicinanze.
- 4° Potere - Levitazione e telecinesi: i gemelli possono muovere e manipolare oggetti di varie dimensioni, anche a grandi distanze.
- 5° Potere - Controllo meccanico: i gemelli possono manipolare e telecondurre macchine.
- 6° Potere - Controllo atmosferico (potere sugli elementi): i gemelli hanno il controllo su tutti gli elementi naturali.
- 7° Potere - Controllo mentale (controllo dell'animo umano): i gemelli possono influenzare i pensieri degli altri, un potere che utilizzano come extrema ratio, mettendo a rischio le loro forze.

## Doppiaggio
Il doppiaggio dell'edizione italiana è stato curato dalla Deneb Film di Milano sotto la direzione di Guido Rutta.
- Marika: Debora Magnaghi
- Marco: Davide Garbolino
- Quasi-Grande Sabatier: Riccardo Peroni
- Martin: Gabriele Calindri
- Po Dung: Maurizio Scattorin
- Shao: Orlando Mezzabotta
- Imperatrice: Caterina Rochira
- Paulette: Elisabetta Spinelli
- Ho Cheng: mago di corte dell'imperatrice, è il responsabile dell'imprigionamento dei padri di Marco e Marika.
- Varie comparse femminili: Annamaria Mantovani

## Episodi
| Stagione       | Episodi | Prima TV originale | Prima TV Italia |
| -------------- | ------- | ------------------ | --------------- |
| Stagione unica | 52      | 1991 - 1993        | 1992 - 1993     |